# Gospina crkva na Durmiševcu
Gospina crkva na Durmiševcu nalazi se u Donjem Prološcu, općina Proložac, na adresi Ulica hrvatskih branitelja.

## Opis
Gospina crkva na Durmiševcu u Prološcu sagrađena je 1873., nedaleko od stare Gospine crkve na Opačcu. Jednobrodna građevina, duga 16 i široka 8.5 m., građena od kamenih klesanaca s kvadratičnom apsidom na istoku. Na glavnom pročelju je jednostavni ulaz iznad kojeg je veća rozeta, a u zabatu pročelja je zvonik na preslicu s tri zvona. Na južnom pročelju, zapadno od ulaza je mala Gospina kapelica lučnog oblikovanja. Bočni zidovi crkve raščlanjeni su s po tri monofore. U svetištu crkve je veliki drveni oltar s Gospinom slikom, izrađen u drvodjeljskoj radionici Rako u Imotskom. Na koru crkve čuva se stara drvena propovjedaonica koja je nekada bila uz trijumfalni luk.

## Zaštita
Pod oznakom Z-5340 zavedena je kao nepokretno kulturno dobro - pojedinačno, pravna statusa zaštićena kulturnog dobra, klasificirano kao "sakralna graditeljska baština".